# Israël Guiladi
Israël Guiladi (ישראל גלעדי), issu de la seconde aliyah, est l'un des fondateurs des milices terroristes Bar-Guiora et Hashomer.
Guiladi naît en 1886, à Kalarash en Bessarabie, où il reçoit une éducation traditionaliste, dans une yeshiva de la ville. Il émigre en Terre d'Israël en 1903 et meurt en 1918.
Le kibboutz Kfar-Guiladi rappelle son souvenir.